# Juan Yarur Lolas
Juan Yarur Lolas (Belén, 8 de enero de 1894-Santiago, 21 de agosto de 1954) fue un empresario palestino residente en Bolivia (1914-1934) y más tarde en Chile (1934-1954). Destacó por ser uno de los principales modernizadores de la industria textil en ambos países.
En Chile fue forjador del Banco de Crédito e Inversiones (Bci), así como de la desaparecida textil Yarur, Manufacturas Chilenas de Algodón, compañías que presidió hasta el día de su muerte.
Casado con la también palestina Olombí Banna Alak, fue padre de tres hijos: Carlos, Jorge y Amador.

## Orígenes
Nació como el tercer hijo de los seis que tuvo el matrimonio de árabes cristianos conformado por el pequeño empresario Carlos Yarur Batarce y Yemile Lolas. Los otros hijos de esta unión fueron Juana, María, Elena, Nicolás y Saba.
Cursó su enseñanza secundaria en el Colegio Kaiser Wilhelm, entidad ubicada cerca de Belén que había sido fundada por misioneros alemanes. En esta etapa de su vida se incorporó al negocio de artesanías de su familia, actividad que desarrolló de forma independiente tras la muerte de su padre.

## Sus años en Sudamérica

### Despegue como industrial en Bolivia
A los 18 años de edad abandonó su tierra natal en compañía de su hermano Nicolás, en medio de crecientes tensiones geopolíticas en la zona. Tras un periodo en Europa, se embarcaron a Sudamérica. En Chile se desplazaron desde Santiago, la capital, a San Fernando, donde vivía su hermana Juana; y luego a Oruro, Bolivia, donde residía un primo. Corría 1914. En 1897 Juana Yarur Lolas se convirtió en la primera de la familia en llegar a Chile. Estaba casada con el comerciante de piedras de nácar, Jacobo Musalem Itaim.
Cuatro años más tarde emigró al clima más benigno de Arequipa, Perú, junto a su esposa Olombí Banna, quien había llegado desde Palestina en compañía de su primogénito, Carlos. En Perú nacerían sus dos hijos menores, Jorge y Amador. En 1912 Yarur Lolas dejó a su mujer y su hijo en Belén con el objetivo de buscar mejores horizontes. El joven intentaba también escapar del reclutamiento imperial y de la intolerancia turca contra la minoría árabe cristiana en su zona. En esa ciudad conoció y se asoció con la familia Said, también originaria de Palestina, con intereses en el sector textil. Los Said se trasladarían luego a Chile, donde también formarían un poderoso grupo económico.
Durante la Guerra del Chaco (1932-1935), que enfrentó a Bolivia con Paraguay, extendió y consolidó esta industria en La Paz de la mano de los uniformes y frazadas para el ejército altiplánico, la cual los hizo aliados estratégicos del Gobierno. Del mismo modo, estableció amplias conexiones con banqueros estadounidenses, manufactureros y exportadores.

### Líder de un imperio económico en Chile

#### Ascenso con Yarur SA
En abril de 1933, invitado por el ministro de Hacienda de Chile, Gustavo Ross, viajó a Santiago con el fin de estudiar la posibilidad de un emprendimiento similar al que tenía en Bolivia. El Gobierno, entonces en manos del presidente reformador Arturo Alessandri, buscaba mitigar el duro golpe que le había dado a la economía la Depresión internacional. Según estimaciones iniciales, una hilandería de algodón requeriría de una inversión cercana a los US$ 800.000, cifra que fue financiada casi en su totalidad por banqueros locales y manufactureros extranjeros. Gracias a ello, lideró el proyecto como presidente, iniciando la producción en su fábrica de Santiago sur bajo el sello Yarur Hermanos en enero de 1937. Anticipos del Banco de Chile le permitieron comprarle su parte a los Said, quienes originalmente aparecían como socios de la iniciativa.
En agosto de 1941 la empresa se convirtió en sociedad anónima, pasando a denominarse Yarur, Manufacturas Chilenas de Algodón SA (Yarur SA). Pese a ello, el control siguió en poder de Yarur Lolas, quien quedó con un 40%, seguido de sus hermanos Nicolás y Saba, con un 35% y 25%, respectivamente. en los en los 60 se transformó en Machasa, hasta que el 26 de abril de 1971, amanece tomada, a posterior la empresa fue expropiada por el gobierno de la Unidad Popular el 7 de abril de 1972, lo que culminó con pérdidas irrecuperables y su posterior quiebra de la textilera en 1980, a pesar de que fue devuelta a Amador Yarur tras el golpe de Estado de 1973. Las instalaciones de la empresa hasta 2008 estaban completamente abandonadas.

#### Consolidación con Bci
Alentada por las trabas a las importaciones gatilladas por la Segunda Guerra Mundial y la cada vez más asentada estrategia de industrialización por sustitución de importaciones, la empresa consolidó su posición en el lustro final de los años 1940, a lo que agregó, en 1952, una importante influencia política debido a un estrecho vínculo con el nuevo presidente, el general Carlos Ibáñez del Campo.
En 1946 Yarur Lolas pasó a liderar el Bci, entidad cuya creación había impulsado en 1936 junto a un grupo de inmigrantes árabes, españoles e italianos para dar crédito a pequeños emprendedores. Yarur Lolas ya había sido miembro del primer directorio de la entidad financiera.
Falleció a los 60 años debido a un infarto agudo de miocardio (y posterior colisión) sufrido mientras conducía su automóvil en la comuna de Providencia de la capital.